# Icteranthidium decoloratum
Icteranthidium decoloratum là một loài Hymenoptera trong họ Megachilidae. Loài này được Alfken mô tả khoa học năm 1932.